# Kleinhausen (Wüstung)
Kleinhausen (auch Wenigenhausen oder Wenigenhusen) ist eine Wüstung im Hochtaunuskreis.
Kleinhausen wird in verschiedenen Urkunden in den Jahren 1274 bis 1404 genannt. Es lag zwischen Westerfeld und Hausen-Arnsbach und gilt als Vorgängersiedlung des heutigen Hausen. Heute noch besteht der Flurname in Kleinhausen. Die genaue Lage ist unbekannt.
Der Ort soll aufgrund seiner zu feuchten Lage aufgegeben worden sein. Vor dem Bau der Verlängerung der Heisterbachtrasse wurden im Sommer 2014 Ausgrabungen in dem betreffenden Gebiet vorgenommen. Hierbei wurde eine ungeordnete Steinlage ausgegraben, die von den grabenden Archäologen als Reste der Mauern eines mittelalterlichen Gebäudes interpretiert wurde. Daneben fanden sich eine Feuerstelle und Keramikbruchstücke. Diese wurden jedoch auf die Zeit um 1.200 vor Christus datiert. Zu diesem Zeitpunkt befand sich daher bereits eine vorgeschichtliche Siedlung an dieser Stelle.